# Doicești (gmina)
Doicești – gmina w południowej Rumunii, administracyjnie należąca do okręgu Dymbowica.
W skład gminy wchodzi jedynie miejscowość Doicești. Według stanu na rok 2011 liczyła 4589 mieszkańców, zaś w roku 2021 jej liczebność wynosiła 4224 mieszkańców.